# Jonas L. A. (bande originale)
Singles
1. Live To Party
Sortie : 9 juin 2009
2. Keep It Real
Sortie : 12 juin 2010
3. Give Love a Try
Sortie : 14 mars 2010

Si la bande originale de la série télévisée  Jonas L. A. n'est jamais sortie, certaines chansons l'ont quand même été sous forme de singles.

## Titres
| #  | Titre | Durée |
| -- | --- | ----- |
| 1  | Give Love a Try par Nick Jonas Auteur/Compositeur(s): Joseph Adam Jonas, Paul Kevin Jonas II, Nicholas Jerry Jonas et John Lloyd Taylor         | 3:23  |
| 2  | Pizza Girl par les Jonas Brothers Auteur/Compositeur(s): Joseph Adam Jonas, Paul Kevin Jonas II et Nicholas Jerry Jonas                         | 2:44  |
| 3  | Keep It Real par les Jonas Brothers Auteur/Compositeur(s): Joseph Adam Jonas, Paul Kevin Jonas II, Nicholas Jerry Jonas et PJ Bianco            | 2:51  |
| 4  | We Got to Work It Out par Jonas Brothers Auteur/Compositeur(s): Joseph Adam Jonas, Paul Kevin Jonas II, Nicholas Jerry Jonas et PJ Bianco       | 2:44  |
| 5  | Tell Me Why par Joe Jonas Auteur/Compositeur(s): Joseph Adam Jonas, Paul Kevin Jonas II et Nicholas Jerry Jonas                                 | 2:53  |
| 6  | Blue Danube par les Jonas Brothers Auteur/Compositeur(s) :Joseph Adam Jonas, Paul Kevin Jonas II et Nicholas Jerry Jonas d'après Johann Strauss | 1:30  |
| 7  | Love Sick par les Jonas Brothers Auteur/Compositeur(s): Joseph Adam Jonas, Paul Kevin Jonas II, Nicholas Jerry Jonas et PJ Bianco               | 1:25  |
| 8  | Give Love a Try par Joe Jonas Auteur/Compositeur(s): Joseph Adam Jonas, Paul Kevin Jonas II, Nicholas Jerry Jonas et John Lloyd Taylor          | 3:24  |
| 9  | Time Is on Our Side par les Jonas Brothers Auteur/Compositeur(s): Joseph Adam Jonas, Paul Kevin Jonas II et Nicholas Jerry Jonas                | 1:47  |
| 10 | Scandinavia par Kevin Jonas Auteur/Compositeur(s): Joseph Adam Jonas, Paul Kevin Jonas II et Nicholas Jerry Jonas                               | 2:47  |
| 11 | Scandinavia (Ballad Version) par Kevin Jonas Auteur/Compositeur(s): Joseph Adam Jonas, Paul Kevin Jonas II et Nicholas Jerry Jonas              | 3:18  |
| 12 | Live to Party par les Jonas Brothers Auteur/Compositeur(s): Joseph Adam Jonas, Paul Kevin Jonas II et Nicholas Jerry Jonas                      | 2:51  |

## Singles
- 9 juin 2009 : Live to Party (générique de la série)
- 12 juin 2009 : Keep It Real
- 14 mars 2010 : Give Love a Try

## Clips vidéo
- 6 septembre 2009 : Keep it Real

## Utilisations dans la série
| Épisode | Titre                                        | Durée |
| ------- | -------------------------------------------- | ----- |
| 1       | Give Love a Try par Nick Jonas               | 1:50  |
| 3       | Pizza Girl par les Jonas Brothers            | 2:30  |
| 4       | Live to Party par les Jonas Brothers         | 1:30  |
| 4       | Keep It Real par les Jonas Brothers          | 0:20  |
| 4       | Keep It Real par les Jonas Brothers          | 0:30  |
| 5       | We Got to Work It Out par les Jonas Brothers | 1:00  |
| 5       | Keep It Real par les Jonas Brothers          | 0:10  |
| 6       | Keep It Real par les Jonas Brothers          | 0:10  |
| 7       | Why par Joe Jonas                            | 1:30  |
| 8       | Blue Danube par les Jonas Brothers           | 1:00  |
| 10      | Love Sick par les Jonas Brothers             | 1:20  |
| 11      | Why par Joe Jonas                            | 1:00  |
| 13      | Why par Joe Jonas                            | 1:30  |
| 14      | Give Love a Try par Joe Jonas                | 2:10  |
| 14      | Keep It Real par les Jonas Brothers          | 0:20  |
| 15      | Keep It Real par les Jonas Brothers          | 0:30  |
| 16      | Time Is on Our side par les Jonas Brothers   | 1:30  |
| 19      | Scandinavia par Kevin Jonas                  | 1:30  |
| 20      | We Got to Work It Out par les Jonas Brothers | 1:30  |
| 21      | Time Is on Our side par les Jonas Brothers   | 1:00  |
| 21      | Love Sick par les Jonas Brothers             | 1:00  |
| 21      | Give Love a Try par Nick Jonas               | 1:50  |
| 21      | We Got to Work It Out par les Jonas Brothers | 1:30  |
| 21      | Scandinavia (Ballad Version) par Kevin Jonas | 3:00  |
| 21      | Keep It Real par les Jonas Brothers          | 1:30  |

## Jeu vidéo
Les chansons suivantes sont en version complète dans le jeu pour console DS Jonas :
| # | Titre                                      | Durée |
| - | ------------------------------------------ | ----- |
| 1 | Keep It Real par les Jonas Brothers        | 2:51  |
| 2 | Why par Joe Jonas                          | 2:53  |
| 3 | We Got to Work It Out par Jonas Brothers   | 2:44  |
| 4 | Love Sick par les Jonas Brothers           | 1:25  |
| 5 | Time is on our Side par les Jonas Brothers | 1:47  |
| 6 | Live to Party par les Jonas Brothers       | 2:51  |

## Commentaires
- Live to Party est présent sur la Disney Channel Playlist

- Keep It Real est présent sur le 4e album des Jonas Brothers : Lines, Vines and Trying Times.

- Give Love a Try est présent dans le CD Radio Disney Jams 12

- La première version de Live to Party est dans l'album A Little Bit Longer des Jonas Brothers.

- On remarque que les musiques de transition de Jonas L. A. sont inspirées de chansons des Jonas Brothers telles que SOS Australia, Time Is on Our Side ou Live to Party.